# Molophilus equisetosus
Molophilus equisetosus là một loài ruồi trong họ Limoniidae. Chúng phân bố ở miền Australasia.